# Vergonha
En occitan, la vergonha (en graphie classique) ou vergougno (en graphie mistralienne) (prononcé : [βɛʁˈguɲɒ, beɾˈɣuɲɔ, veʀˈɡuɲɔ] , qui signifie « honte ») fait référence aux effets de diverses politiques du gouvernement français sur ses minorités dont la langue maternelle était considérée comme un patois, tel que l'occitan ou d'autres langues d'oïl .
La Vergonha est un processus « consistant à rejeter et à avoir honte de sa langue maternelle (ou de celle de ses parents) par la faute d'exclusions et d'humiliations à l'école », organisé et sanctionné par les dirigeants politiques français ,, à partir d'Henri Grégoire. La Vergonha est toujours un sujet controversé dans le discours public français  où certains nient l'existence d'une telle politique. Il s'agit d'un exemple couramment cité de linguicide systématique par un État. En 1860, avant les lois Jules Ferry, les locuteurs occitan natifs représentaient plus de 39%  de l'ensemble de la population française, contre 52% de francophones à proprement parler. À la fin des années 1920 ils ne représentaient plus que 26-36% de la population . Depuis la fin de la Seconde Guerre mondiale, cette proportion a connu une autre forte baisse, jusqu'à atteindre moins de 7% en 1993 .

## DuXVIeauXVIIIesiècle
À partir de 1539 avec l'art. 111 de l'ordonnance de Villers-Cotterêts  il devient obligatoire de prononcer tous les actes juridiques en langue française (de prononcer et expedier tous actes en langaige françoys). Peu de sujets français du XVIe siècle parlaient le latin, cette ordonnance était donc conçue comme un moyen de l'éliminer des documents officiels. Elle a cependant également eu l'effet d'instaurer le français comme seule langue ayant une valeur légale au sein du royaume (« en langue maternelle françoys et non aultrement »), avec pour conséquence que les langues autres que le français se sont trouvées réduites à un statut moindre. 

## Fin duXVIIIeà la fin duXIXesiècle

### LeRapport sur la nécessité et les moyens d’anéantir les patois et d’universaliser l’usage de la langue françaisede l'abbé Grégoire.
Le processus volontaire d'éradication et de dénigrement des langues vernaculaires non françaises a été officialisé par le rapport d'Henri Grégoire Sur la nécessité et les moyens d’anéantir le patois, et d’universaliser l’usage de la langue française, qu'il a présenté le 4 juin 1794 à la Convention nationale et qui les présente comme étant de simples dialectes locaux et souvent strictement oraux. Par la suite, toutes les langues autres que le français ont été officiellement interdites dans l'administration publique et dans les écoles afin d'unir linguistiquement la France de la Première République. À l'époque, seulement un dixième de la population parlait couramment le français. En référence au patois, Jean Jaurès a affirmé que « l'on nomme le patois la langue d'une nation vaincue. » Selon le Chambers Dictionary, l'origine du terme est contestée mais pourrait être une « corruption de patrois, du latin vulgaire patriensis, un habitant local. » 

Quatre mois plus tôt (27 janvier), Bertrand Barère, bien que lui-même Occitan de Tarbes, déclarait devant cette même Convention : 
« La monarchie avait des raisons de ressembler à la tour de Babel; dans la démocratie, laisser les citoyens ignorants de la langue nationale, incapables de contrôler le pouvoir, c'est trahir la patrie... Chez un peuple libre, la langue doit être une et la même pour tous. Combien de dépenses n'avons-nous pas faites pour la traduction des lois des deux premières assemblées nationales dans les divers idiomes de France ! Comme si c'était à nous à maintenir ces jargons barbares et ces idiomes grossiers qui ne peuvent plus servir que les fanatiques et les contre-révolutionnaires ! »

## Fin duXIXesiècle- Politique et héritage de Jules Ferry

### Politique scolaire
Dans les années 1880, Jules Ferry a mis en œuvre une série de mesures strictes visant à affaiblir davantage les langues régionales en France, comme le montre le rapport de Bernard Poignant à Lionel Jospin en 1998. Il s'agissait notamment de sanctions infligées aux enfants par leurs professeurs pour avoir parlé occitan dans une école toulousaine ou breton en Bretagne. Art. 30 de la Loi d'éducation française (Loi sur l'enseignement en français, 1851) mentionne : « Il est strictement interdit de parler patois pendant les cours ou les pauses. »

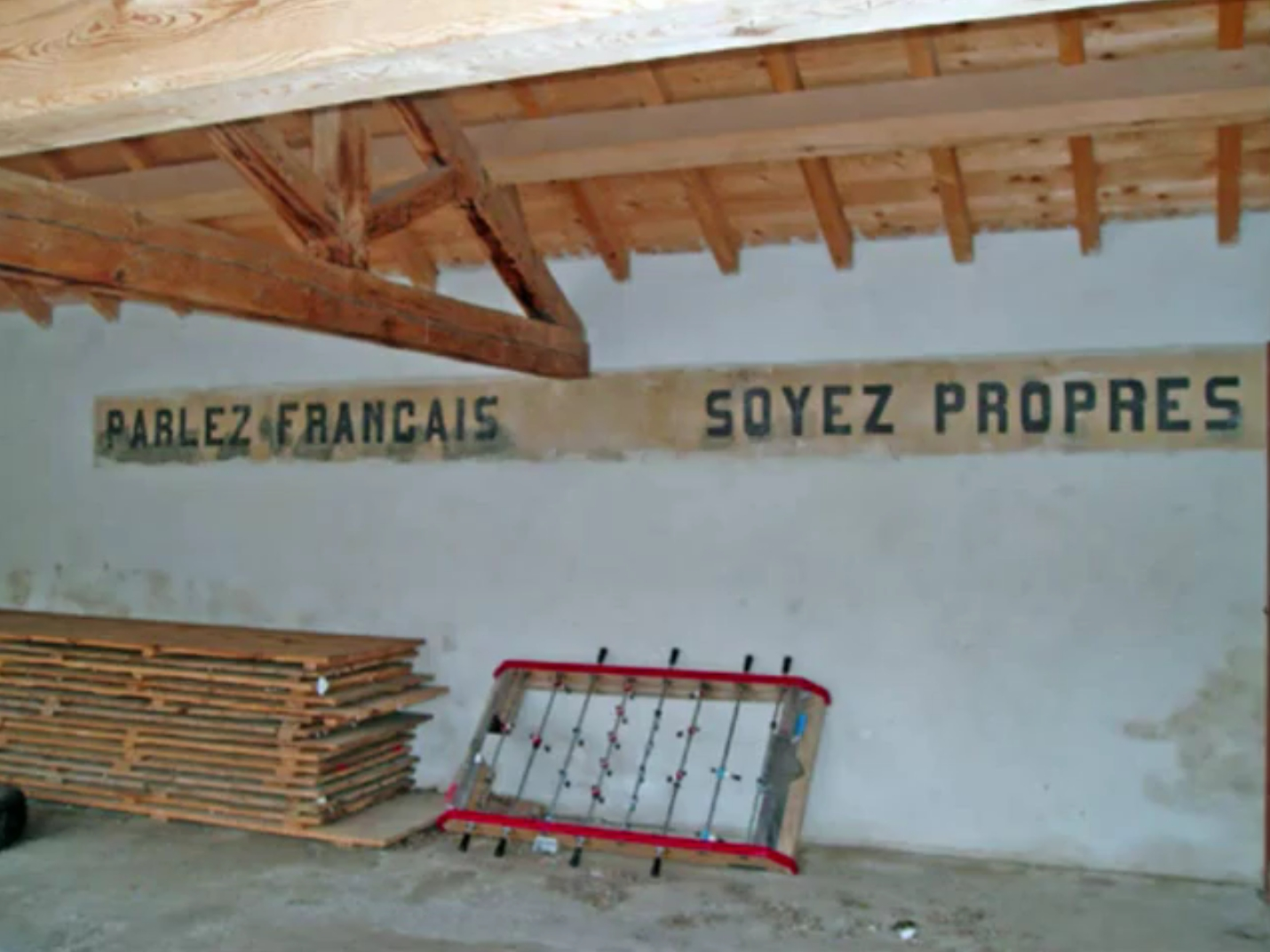
« Parlez français, soyez propre » écrit sur le mur de l'école Ayguatébia-Talau

Parmi les autres exemples d'humiliation ou de châtiments corporels, on retrouve le colmatage, à savoir obliger un enfant à porter un objet tel qu'un sabot autour du cou : 
 « Mes grands-parents aussi parlent breton, mais pas avec moi. Quand ils étaient petits, on leur tapait sur les doigts si un mot de breton leur échappait. À l'époque, le français de la République une et indivisible devait régner dans toutes les écoles, et les récalcitrants étaient humiliés, un sabot autour du cou, ou à genoux sur une règle, sous le panneau : "Défense de cracher par terre et de parler breton." Alors, certains anciens ne veulent pas transmettre aux enfants cette langue qui attire des ennuis 
 Cette pratique était appelée le symbole par les enseignants et « la vache » par les élèves, les délinquants devenant des « vachards. » De nombreux objets ont été utilisés tel que des fers à cheval, des ardoises ou des pancartes portant un message. Voici les instructions officielles d'un sous-préfet du Finistère aux enseignants en 1845 : « Et souvenez-vous, messieurs : on vous a donné votre position pour tuer la langue bretonne. »  Le préfet des Basses-Pyrénées dans le Pays basque français écrivait en 1846 : « Nos écoles du Pays basque sont particulièrement destinées à remplacer la langue basque par le français… »    
 Quant aux pancartes, des exemples se retrouvent également dans le Poitou : 
 « Il semble que la politique de Jules Ferry concernant l'école gratuite et obligatoire ait concrétisé le travail commencé quatre siècles plus tôt [avec l'ordonnance de Villers-Cotterêts ]. La méthode de répression et d'humiliation qui a été entreprise a porté ses fruits avec, par exemple, les fameuses pancartes dans les écoles avec écrit : "Il est interdit de cracher par terre et de parler patois". » 
 Les termes employés par l'abbé Grégoire ont été conservés pour désigner les langues de France : alors que breton fait référence à la langue parlée en Bretagne, le mot patois englobe toutes les langues romanes autres que le français, telles que l'occitan ou le francoprovençal. Dans son rapport, le corse et l'alsacien sont  désignés comme des formes « très dégénérées » de l'italien et de l'allemand, respectivement. Par conséquent, certaines personnes appellent toujours patois leur langue régionale, du fait qu'on ne leur a jamais appris à l'écrire ou qu'elles pensent que seul le français existe sous forme écrite. 

### Pression sur l'Église
En 1902, dans un discours devant le conseil général du Morbihan, le directeur de l'éducation Dantzer préconisait que «l'Église ne donne la première communion qu'aux enfants francophones». 

La même année, le Premier ministre Émile Combes, lui-même occitan, a déclaré aux préfets du Morbihan, des Côtes-du-Nord et du Finistère  que: 
 Les prêtres bretons veulent tenir leurs ouailles dans l'ignorance en s'opposant à la diffusion de l'enseignement et en n'utilisant que la langue bretonne dans les instructions religieuses et le catéchisme. Les Bretons ne seront républicains que lorsqu'ils parleront le français. 

## Voir également
- Francisation de Bruxelles
- Langue minoritaire
- Langue régionale
- Séparatisme

### Politique linguistique française
- Politique linguistique de la France
- Langues régionales ou minoritaires de France
- Jules Ferry

### Politiques similaires dans d'autres pays
- Welsh Not, suppression anglaise de la langue galloise
- Médaille pour chien, suppression du hokkien, du hakka taïwanais et d'autres langues chinoises non mandarines à Taïwan
- Oralisme forcé et suppression des langues des signes dans l'histoire de l'éducation des sourds aux États-Unis et dans d'autres pays